# آل الصيدي (مكيراس)

تعديل مصدري - تعديل

ال الصيدي وتتكون من عده اسر في الطفه وفي كريش وفي مدينه الوضيع وعددهم أكثر من ذلك لم يتم حصرهم جميعاً
إحدى قرى عزلة مكيراس بمديرية مكيراس التابعة لمحافظة البيضاء، بلغ تعداد سكانها 120نسمة حسب تعداد اليمن لعام 2004.